# Luis Dabán y Ramírez de Arellano
Luis Dabán y Ramírez de Arellano (Pamplona, 28 de maig de 1841 - Madrid, 22 de gener de 1892) fou un militar i polític navarrès, diputat a Corts durant la restauració borbònica

## Biografia
Va néixer el 28 de maig de 1841 a Pamplona. En la seva joventut es va incorporar a l'exèrcit, participant en les campanyes de Santo Domingo (1864-1865) i, més tard, en 1868, en la Guerra dels Deu Anys, a Cuba. En 1872 retorna a la Península, on participaria en la Tercera Guerra Carlina, aconseguint-hi el títol de mariscal de camp. Després d'això, va tornar a Cuba, on va obtenir el títol de comandant general del departament oriental.
El desembre de 1874 va posar-se a disposició del colpista Arsenio Martínez-Campos Antón en el pronunciament de Sagunt i facilità la restauració borbònica.
Fou elegit diputat per Sogorb a les eleccions generals espanyoles de 1876, però renuncià al seu escó per incompatibilitat per haver estat nomenat Segon Caporal de les Filipines. També fou governador de Puerto Rico de 1884 a 1887. Posteriorment fou director general de la Guàrdia Civil, de 1890 a 1892. Va morir el 22 de gener de 1892 a Madrid.